# Андрей Александрович
Андре́й Алекса́ндрович, Андре́й Городе́цкий (ок. 1255 — 27 июля 1304) — князь Костромской (1276—1293, 1296—1304), Великий князь Владимирский (1281—1283, 1293—1304), князь Новгородский (1281—1285, 1292—1304), князь Городецкий (1264—1304).
Из рода Рюриковичей, третий сын Александра Невского. По завещанию отца получил в удел выделенное из состава Суздальского Городецкое княжество, которое оставалось в его владении до самой смерти.

## Биография

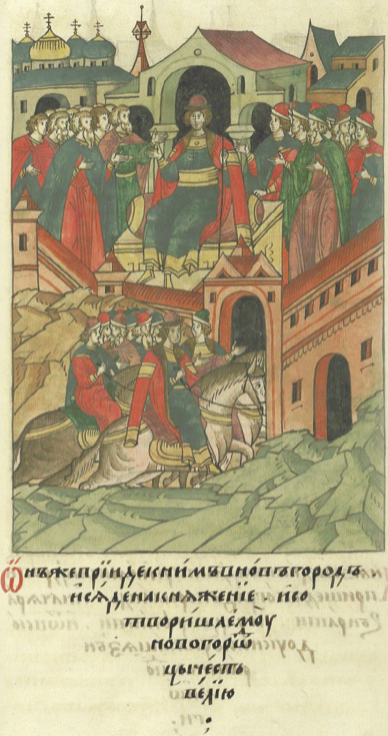
Андрей Александрович садится на Новгородское княжение

В 1277 году Андрей Александрович впервые попал на страницы летописей как участник русско-ордынского похода на ясский город Дядяков (Северная Осетия - Владикавказ), который был взят 8 февраля 1278 года. Поход оказался очень удачным, князья заслужили милость ордынского хана и вернулись домой с богатой добычей. Предпринятый поход против ясов (алан) стал «самым значительным участием русских отрядов в военных компаниях золотоордынских ханов». Борьбу за великокняжеский стол князь Андрей Городецкий начал в 1281 году, воспользовавшись распрей между старшим братом Дмитрием Александровичем и новгородцами. Он поспешил в Орду и за богатые дары получил у хана Менгу-Тимура ярлык на великое княжение и татарское войско. Но князь Дмитрий Переяславский не захотел уступать власть, совершил поездку в лагерь Ногая и принёс ему клятву верности. Ногай, противодействуя Великому хану, подтвердил полномочия Дмитрия и дал ему в подкрепление сильный отряд. В 1281 году, князь Андрей с татарскими отрядами хана Менгу-Тимура совершил набеги на земли Мурома, Владимира, Юрьева, Суздаля, Переяславля, Ростова и Твери, однако не сумев одолеть Дмитрия Переяславского, по приглашению новгородцев отправился княжить в Новгород.
После 1283 года произошло примирение Андрея с братом Дмитрием, которому он уступил великое княжение, после чего они вместе ходили на Новгород, принудив его подчиниться Владимирскому князю (1284). Но в 1285 году Андрей вновь пошёл на Русь с татарским войском. Дмитрий вывел полки навстречу, «побежал царевич в Орду», а многие бояре Андрея попали в плен.
В 1293 году новый золотордынский хан Тохта вновь направил войска во главе со своим братом Туданом («Дюденем») против Дмитрия. Владимир и Москва были разграблены, а селения вокруг них разорены (отдельный отряд во главе с Тохта-Тимуром («Тахтамиром») разграбил принадлежавшие союзнику Дмитрия, Михаилу Ярославичу, тверские земли). Андрей утвердился на великом княжении, Дмитрий бежал в Псков, но вскоре вернулся в Тверь, где умер в 1294 году.

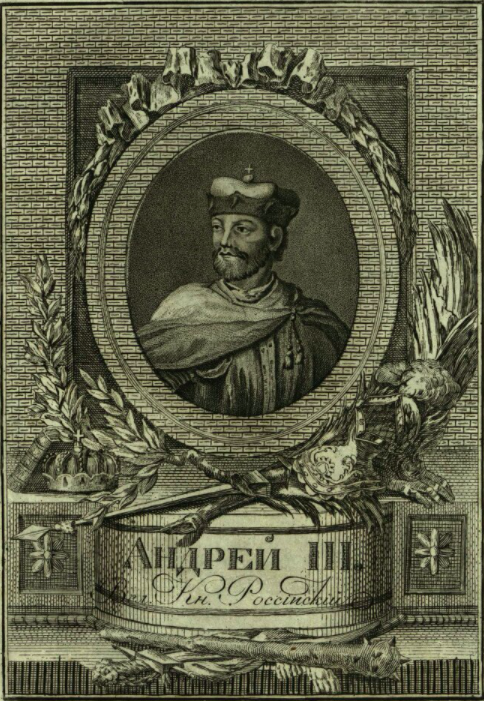
Гравюра с изображением князя Андрея Городецкого

Андрей Александрович завладел рядом новгородских сёл и волость Тре («Терскую сторону») на Кольском полуострове, куда вместо боярских даньщиков меховой данью теперь посылал свои княжеские «ватаги», а на Новгород возложил обязанность на всём пути следования даньщиков «давать им корму и подводы по пошлине с погостов».
В 1301 году Андрей командовал соединённой дружиной из новгородцев и карел во главе с валитом в походе на Неву, в результате которого в устье Невы была взята и срыта шведская каменно-деревянная крепость Ландскрона о восьми башнях, построенная шведами за год до того при содействии итальянских фортификаторов. В этом же году участвовал в Дмитровском съезде русских князей.
Похоронен был в Городце в церкви Михаила Архангела.
По выражению историка Н. М. Карамзина, «Никто из князей Мономахова рода не сделал больше зла Отечеству, чем сей недостойный сын Невского».

## Семья
Князь женился в 1294 году на Василисе — дочери ростовского князя Дмитрия Борисовича.
Сыновья:
- Борис (умер 25 февраля 1303) — князь костромской[10];
- Михаил (умер в 1311)[11][12];
- Юрий[13].

## В культуре
Андрей Александрович стал одним из персонажей романа Дмитрия Балашова «Младший сын».